# Tidning för lärarinnor

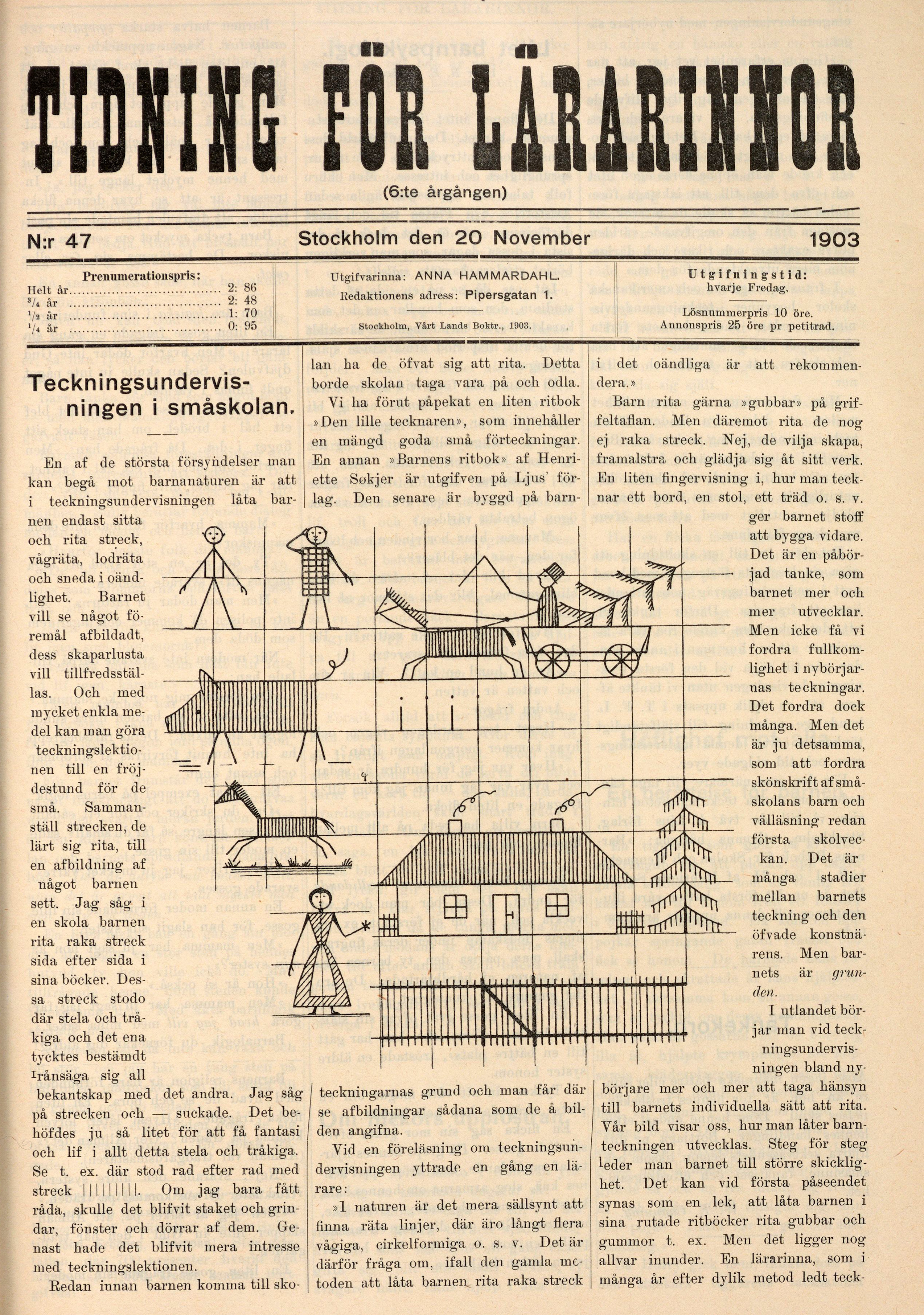
Tidning för lärarinnor. Omslag. 1903, nr 47

Tidning för lärarinnor var en svensk tidskrift som riktade sig till småskollärarinnorna, de lärare som undervisade i folkskolans klass 1-2, den så kallade småskolan. 
Tidskriften grundades 1898 av den före detta småskollärarinnan Anna Hammardahl och utkom fram till 1961.

## Fulltext
Tidningen har digitaliserats genom projektet Digitalisering av det svenska trycket och årgångarna 1898-1905 är fritt tillgängliga online.
- Kungl. Biblioteket: Svenska dagstidningar: Tidskrift för lärarinnor.